# 埃尔沃吕姆
埃尔沃吕姆（挪威語： 聆听ⓘ）是挪威的一個市镇，位於内陆郡，行政中心为埃尔沃吕姆镇。市镇面积为1,229平方公里，人口数量为21,211人（2018年），人口密度为每平方公里17.5人。